# Скривени убјеђивачи
Скривени убјеђивачи (енг. The Hidden Persuaders) је књига америчког аутора Венса Пакарда (Vance Packard), први пут објављена 1957. године. Kњига истражује технике подсвјесног оглашавања и манипулације потрошачким понашањем које су користили маркетиншки стручњаци и огласне агенције средином 20. виjека. Постала је једно од најутицајнијих дјела на тему потрошачког друштва и медијске манипулације.